# Монте Чериньоне
Мо̀нте Чериньо̀не (на италиански: Monte Cerignone, на местен диалект Mun'Cirignòn, Мун'Чириньон) е село и община в Централна Италия, провинция Пезаро и Урбино, регион Марке. Разположено е на 528 m надморска височина. Населението на общината е 690 души (към 2010 г.).